# Gaspé
Gaspé is een stad (ville) aan de kaap van het schiereiland Gaspésie in de Canadese provincie Québec. De stad Gaspé telt ruim 15.000 inwoners en omvat naast de kern nog negentien andere omliggende plaatsen. Het gehele grondgebied meet 1.343 km². De belangrijkste nijverheden in Gaspé zijn visserij, visverwerking, bosbouw en toerisme.

## Geschiedenis
In het Mi'kmaq betekent  betekent gaspeg "het einde van de wereld", verwijzend naar de locatie als oostelijke kaap. In Gaspé nam Jacques Cartier bezit van Nieuw-Frankrijk (Canada) in de naam van Frans I van Frankrijk op 24 juli 1534. Een monument en een granietkruis zijn een gedenkteken hiervan.

## Bezienswaardigeden
- Het Musée de la Gaspésie, museum over de geschiedenis van het gebied
- De Gaspékathedraal (Cathedrale de Gaspé), de enige houten kathedraal in Canada
- De vuurtoren van Cap-des-Rosiers, de hoogste vuurtoren van Canada

## Geboren
- Pier-André Côté (24 april 1997), wielrenner